# Henri Jules av Bourbon, prins de Condé
Henri Jules av Bourbon, född den 29 juli 1643 i Paris, död där den 1 april 1709, var en fransk prins.
Henrik Jules var prins av Condé från 1686 till sin död. Han led vid slutet av sitt liv av klinisk lykantropi, tron att vara en varg, och betraktades som psykiskt sjuk. Han var från 1663 gift med Anne Henriette av Pfalz-Simmern.